# 莫克溫 (別廖茲諾市鎮)

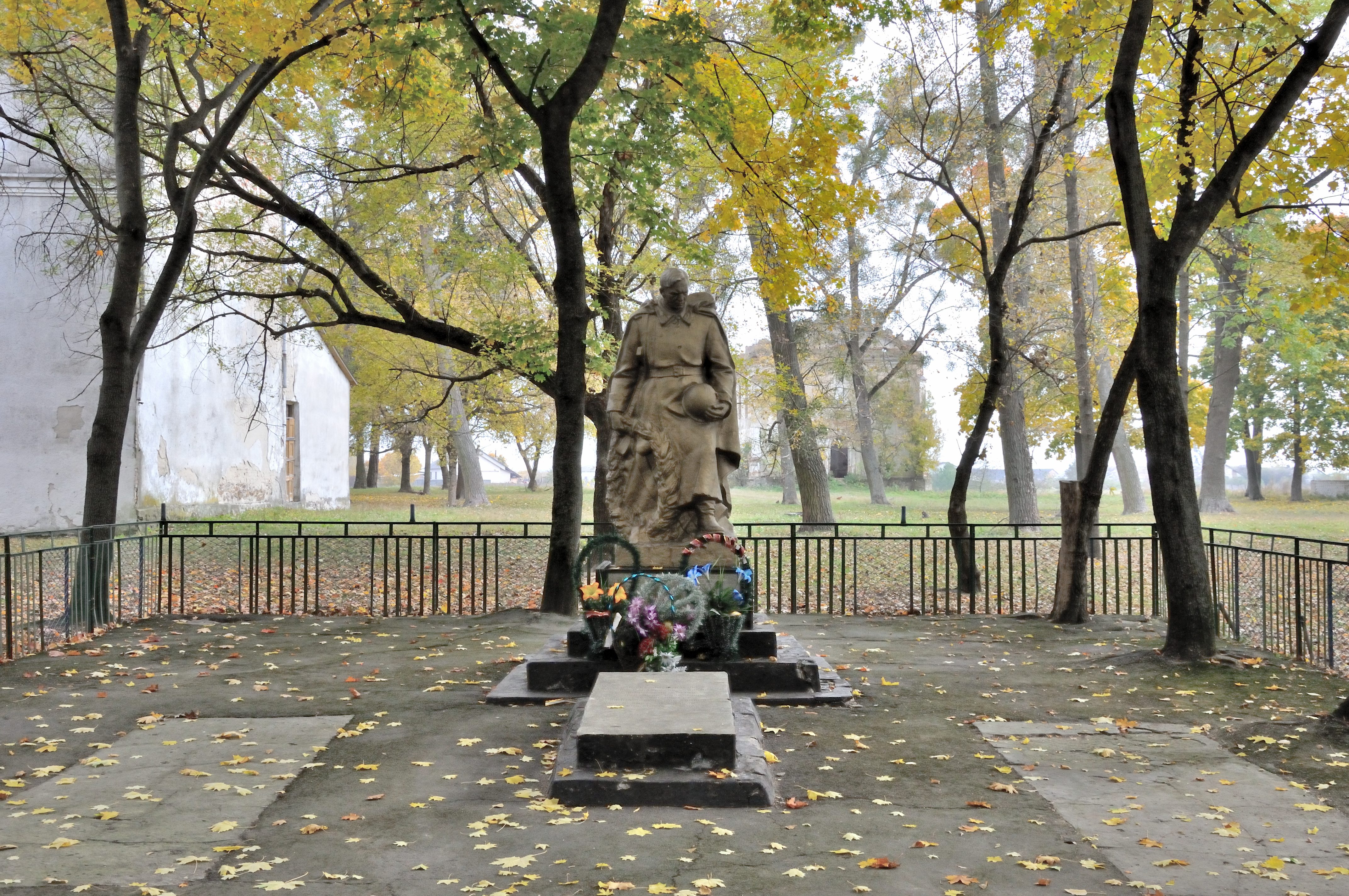
英雄墓和纪念碑

莫克溫（烏克蘭語：Моквин）是烏克蘭西北部羅夫諾州羅夫諾區別廖茲諾市鎮的村莊，處於斯盧奇河畔，始建於1564年，面積1.82平方公里，海拔高度168米，2022年人口数量为2,397人。